# Kamen'-Rybolov
Kamen'-Rybolov (in russo Камень-Рыболов?) è un villaggio dell'Estremo Oriente russo (Territorio del Litorale). È il centro amministrativo del distretto Chankajskij.
Si trova sulla riva sud-ovest del lago Chanka, a nord di Vladivostok.